# Martin Morczinietz
Martin Morczinietz (* 16. August 1984 in Bad Tölz, Deutschland) ist ein deutscher Eishockeytorwart, der seit 2016 für den ERC Sonthofen aus der Oberliga Süd aktiv ist.

## Karriere
Martin Morczienietz hatte seine ersten Einsätze im Seniorenbereich als 3. Torhüter der Geretsried Riverrats in Oberliga Süd 2000/2001, wobei er zugleich auch noch im Nachwuchs beim TuS Geretsried spielte. Obwohl er für 2001/02 mit einer Förderlizenz der Augsburger Panther ausgestattet war, spielte er weiterhin in Geretsried.
Auch als nach der Saison 2002/03 die Oberligamannschaft der Riverrats aufgelöst wurde und der TuS Geretsried an der Bayerischen Eishockey-Liga teilnahm, spielte trotz Mittrainings bei einer DEL-Mannschaft vor Beginn der Saison weiterhin in Geretsried. Morczinietz wechselte zur Spielzeit 2004/2005 als 3. Torwart zu den Hannover Scorpions in der Deutschen Eishockey Liga, wobei er mit einer Förderlizenz ausgestattet wurde und somit auch für den Kooperationspartner, den REV Bremerhaven aus der 2. Bundesliga, spielberechtigt war.
Der 180 cm große und 74 kg schwere Torhüter mit der Spielernummer 37 folgte seinem älteren Bruder Andreas Morczinietz nach Hannover, um dort Erfahrungen zu sammeln. Während der Saison 2006/2007 spielte er bei den Augsburger Panther. Am 23. April 2007 wechselte er zurück zu den Hannover Scorpions. Ende Oktober 2008 schloss er sich schließlich dem SC Bietigheim-Bissingen an. Am 30. November 2011 löste er seinen bestehenden Vertrag mit den Steelers und wechselte in die Oberliga zum EHC Klostersee, bei dem er bis zum Rückzug des Vereines aus der Oberliga bis 2016 blieb. Zur Saison 2016/17 schloss er sich dem ERC Sonthofen an.